# Stipa tenuiculmis
Stipa tenuiculmis är en gräsart som beskrevs av Eduard Hackel. Stipa tenuiculmis ingår i släktet fjädergrässläktet, och familjen gräs. Inga underarter finns listade i Catalogue of Life.